# Правовая семья
Правовая семья — одно из центральных понятий сравнительного правоведения; представляет собой более или менее широкую совокупность национальных правовых систем, которые объединяет общность источников права, основных понятий, структуры права и исторического пути его формирования.
Сам термин правовая семья был введён в научный оборот немецким учёным Готфридом Лейбницем, опубликовавшим в 1667 году на латинском языке свой труд Nova Methodus Discendae Docendaeque Iurisprudentiae (новые методы изучения и преподавания юриспруденции). В данном труде содержится § 7 под названием «Theatrum legale als Projekt einerumfassenden Darstellung des Rechts aller Völker, Länder und Zeiten» (Представление права в качестве проекта: всех народов, стран и времён). Именно в данной работе, используя родственно-генетический подход, Лейбниц и выдвинул идею о возможном объединении права ряда стран в своеобразные семьи, подчёркивая единый исток и сходство развития. Несколько раньше Лейбниц выдвинул похожую идею в отношении языков, введя в оборот термин языковая семья (семья языков).
Каждая правовая система уникальна, однако сравнительное правоведение позволяет, выяснив их сходства и различия, произвести типологию правовых систем. Таким образом формируются типы правовых систем, называемые правовыми семьями. Критериями являются:
- соотношение и использование источников права,
- роль суда в создании прецедентов,
- происхождение и развитие системы права.

Помимо исторического значения, выделение позволяет ориентироваться в конкретных правовых явлениях, разумно использовать зарубежный опыт, улавливать и понимать общие тенденции правового развития человечества, обогащать свою правовую и политическую культуру.
Наиболее известной является классификация французского учёного Рене Давида, в соответствии с которой выделяются:
- романо-германская правовая семья,
- англосаксонская правовая семья,
- религиозная правовая семья (мусульманская, иудейская и др.),
- социалистическая правовая семья,
- традиционная правовая семья,
- некоторые другие правовые семьи.

## Романо-германская правовая семья
Романо-германская правовая система объединяет правовые системы всех стран континентальной Европы. Эта правовая система возникла на основе рецепции римского права. Основной источник права — нормативный акт. Ей присуще чёткое деление норм права на отрасли, а все отрасли подразделяются на две подсистемы: частное право и публичное право. К сфере публичного права относятся административное, уголовное, конституционное, международное публичное. К частному относятся гражданское, семейное, трудовое, международное частное. В системе органов государства проводится чёткое различие на законодательные и правоприменительные органы. Законотворческие функции составляют монополию законодателя. Для большинства стран этой системы характерно наличие писаной конституции.
В рамках романо-германской правовой системы выделяют следующие группы:
- группу романского права (правовые системы Франции, Бельгии, Испании, Италии, Квебека, Люксембурга, Монако, Нидерландов, Пуэрто-Рико, Румынии, Филиппин, латиноамериканских стран, франкоязычных африканских стран, некоторых стран Передней Азии и др.);

- группу германского права (правовые системы Германии, Австрии, Азербайджана, Бразилии, Венгрии, Греции, Индонезии, Киргизии, Латвии, Молдовы, Португалии, Словении, Таиланда, Турции, Узбекистана, Украины, Чехии, Швейцарии, Эстонии, Южной Кореи, Японии и др.);

- группу скандинавского права (правовые системы Дании, Исландии, Норвегии, Финляндии, Швеции).

Некоторые исследователи выделяют самостоятельную «славянскую группу» (правовые системы Болгарии, Македонии, России, Сербии, Черногории и др.), которое, по их мнению, имеет свой уникальный исторический путь развития, отличающийся от европейских правовых традиций, в частности, ориентацию на религию, коллективизм, сильную роль государства, влияние морально-нравственных норм на право. Славянское право во многом основано на рецепции римского права с учётом своих национально-культурных особенностей. Первоначально оно формировалось под сильным воздействием византийского права, в дальнейшем более тесно сблизилось с романо-германским правом, основанном по образцу ведущих европейских государств, также особую роль в нём сыграло социалистическое право.

## Англосаксонская правовая семья
Общее право доминирует в национальных правовых системах Австралии, Белиза, Великобритании (кроме Шотландии), Ирландии, Канады, Новой Зеландии, США, Ямайки и др. Прародительницей этой правовой семьи была Англия. В основе этой правовой системы — принцип stare decisis (с лат. — «стоять на решённом»), означающий, что при выработке решения судом господствующая сила принадлежит прецеденту. Основным источником права в Англо-американской правовой системе является обычай (подтверждённый судебным прецедентом), законодательство рассматривается как разновидность договора. Таким образом, в отличие от романо-германской системы, судебные решения играют большую роль в собственно формировании права, тогда как романо-германская система оставляет за судами функцию толкования и применения права.
В США имеется тенденция к смешению принципов англо-американской и романо-германской правовых систем: первая широко распространена на низовом уровне, но по мере повышения уровня юрисдикции имеется тенденция к кодификации права (см. Кодекс Соединённых Штатов Америки). В Канаде частное право является прецедентным, тогда как уголовное — кодифицированным.

## Семья социалистического права
Строго говоря, социалистическая правовая система не является самостоятельной системой, а лишь ответвлением романо-германской правовой системы. Для социалистической системы характерен государственный контроль над многими сферами общественной и экономической жизни в обмен на законодательное закрепление большого числа социальных гарантий, а также упрощённый порядок судопроизводства с фактическим отказом от состязательности. При этом практически во всех социалистических государствах сохранялись все формальные признаки романо-германской правовой системы. В рамках англосаксонской системы развитие в сторону социалистической системы не наблюдалось. Одним из характерных, хотя и второстепенных, институтов социалистического права являлся товарищеский суд.

## Религиозная правовая семья
Религиозная правовая система — это правовая система, где основным источником права выступает священное писание. Наиболее известными примерами являются исламское право (шариат) и иудейское право (галаха). В Европе религиозное право не прижилось даже в Средние века, поскольку авторитет Церкви относился исключительно к духовной сфере; вопросы же наказания и гражданского права относились к исключительной прерогативе местных правителей. В допетровской Руси Церковь не имела судебной власти, однако в отдельных случаях церковное покаяние (уход в монастырь) с согласия Церкви могло служить заменой отдельных форм уголовного наказания.
Тем не менее, религиозное право во всех случаях было не абсолютной, а лишь преобладающей нормой. В еврейском праве действовала норма «дина демалхута дина» (Закон царства — закон), означавшая, что закон государства, на территории которого проживала данная еврейская община, должен беспрекословно исполняться.
В современном Израиле галаха не является доминирующей правовой нормой. Основой правовой системы Израиля служат законы государства. Хотя некоторые процессы, связанные с семьёй и браком могут вестись как в государственном, так и в религиозном (раввинатском) суде, сфера её применения всё больше и больше сводится к ритуальным аспектам в рамках отдельных общин.
В исламском обществе шариат мог сочетаться с местными обычаями (адат), а также с законодательством местных правителей.

## Традиционная правовая семья (обычное право)
Традиционные правовые системы до сих пор встречаются в некоторых странах Центральной и Южной Африки, Юго-Восточной Азии, Австралии и Океании. Для них характерно то, что внутри племенной общины или этнической группы регулирование общественных отношений происходит посредством многочисленных обычаев и традиций. Они являются для них неписаными нормами поведения, которые складывались в течение длительного времени и вошли в привычку в результате многократного применения. Повиновение нормам обычного права происходит добровольно и основано на уважении духов предков или духов природы.
Обычное право регулирует, как правило, поведение коллектива, а не отдельной личности, поэтому оно является правом групп и сообществ, и не является правом индивидов (то есть это не субъективное право). Оно влияет на формирование местной власти, регулирует брачно-семейные отношения, вопросы землевладения, собственности и наследования, определяет порядок и организацию правосудия внутри общины. Например, вступление в брак является не союзом между мужчиной и женщиной, а соглашением между различными племенами и кланами.
Правосудие осуществляют старейшины, жрецы или вожди, в том числе судебное разбирательство может осуществлять сам потерпевший. При совершении тяжкого преступления допускается месть по принципу «око за око».

## Правовая семья стран Дальнего Востока
Национальные правовые системы стран Дальнего Востока имеют множество сходных черт. В их основе лежат философские учения, главным образом идеология конфуцианства (для Китая также даосизм и легизм), которая особое внимание уделяет роли семьи в обществе, где абсолютной властью обладает непосредственно глава семьи, а младшие всегда подчиняются старшим. Особое место отводится моральным нормам и традициям, а все конфликты должны решаться предпочтительно внесудебным путём, когда стороны спора достигают примирения посредством соглашений и компромиссов. В суд принято обращаться только при исчерпании всех иных способов примирения. В целом правопорядок рассматривается как достижение гармонии между людьми, а также между человеком и природой.
В последнее время правовые системы стран Дальнего Востока трансформировались и стали тяготеть к европейским правовым традициям. Под влиянием романо-германского права появилось множество сходных ему правовых институтов. В Китае и КНДР также особое место занимают институты, присущие социалистическому праву. На Японское право некоторое влияние оказало право Соединённых Штатов.

## Смешанные правовые семьи
Смешанные правовые системы бывают следующих видов: 
- дуализм романо-германского и англо-американского права (правовые системы Израиля, Камеруна, Кипра, Мальты, Таиланда, Филиппин; административно-территориальных единиц: Квебека, Луизианы, Пуэрто-Рико, Шотландии);[8]

- дуализм англо-американского и религиозного права (правовые системы Бангладеш, Индии, Нигерии, Малайзии, Мьянмы, Пакистана, Судана, Танзании, где действуют в том числе нормы шариата);

- дуализм романо-германского и религиозного права (правовые системы Алжира, Джибути, Египта, Иордании, Ирана, Ливана, Марокко, Сирии, Туниса и др.);

- дуализм романо-германского и обычного права (правовые системы Камбоджи, Лаоса, Конго, Мадагаскара, Мали, Руанды, Эфиопии, Южной Кореи и др);

- дуализм англо-американского и обычного права (правовые системы Бутана, Ганы, Гонконга, Замбии, Кении, Папуа-Новой Гвинеи, Сингапура и др.);

- дуализм римско-голландского и англо-американского права (правовые системы Ботсваны, Гайаны, Лесото, Намибии, Эсватини, Шри-Ланки, ЮАР)[9];

- дуализм романо-германского и социалистического права (правовые системы Вьетнама, КНР, Кубы, Лаоса и др.).

В правовых системах государств Африки (африканское право) тесно между собой переплетаются основные черты обычного права, мусульманского права, а также правовые системы бывших колонизаторов — романо-германское, англо-американское или римско-голландское.
В литературе также встречается утверждение о существовании так называемой «кочующей» правовой семьи, когда в правовую систему определённого государства привносятся некоторые правовые традиции чужестранцев и связано это зачастую с миграционными процессами и глобализацией. Такие социальные группы не ассимилируются в национальную правовую систему страны проживания, а живут по правилам своей коренной правовой семьи и национальной культуры (например, диаспора турок в Германии, арабов во Франции, эмигрантские кварталы в Великобритании).

## Международное право
Международное право — особая правовая система, регулирующая отношения между государствами, созданными ими международными организациями и некоторыми другими субъектами международного общения.